# Армия резерва (вермахт)
Армия резерва (нем.  Ersatzheer) — составная часть вермахта, наряду с действующей армией. В её задачи входила подготовка призывного контингента для пополнения боевых частей и охрана тыловых районов рейха. Офицеры командования армии резерва составили основной костяк участников заговора 20 июля.

## Структура армии резерва
Приказом главнокомандующего от 27 августа 1939 года сухопутные силы Германии были разделены на две самостоятельные части: действующую армию и армию резерва.
В армию резерва вошли:
- Командующий резервом со вторым эшелоном ОКХ;
- Штабы корпусов районов, запасных дивизий и дивизий ЦБФА;
- Учебно-запасные части;
- Учебно-опытные части;
- школы;
- все остальные военные учреждения, располагавшиеся в корпусных районах..

## Задачи армии резерва
На армию резерва возлагались следующие задачи:
В отношении личного состава.
- Призыв на военную службу;
- Подготовка призывников в учебно-запасных частях.
- Подготовка унтер-офицерского и офицерского состава.
- пополнение действующей армии.
- Формирование новых соединений.
- Отчисление негодных к военной службе и незаменимых в производстве унтер-офицеров и рядовых.

В отношении материальной части.
- Прием оружия, боеприпасов и имущества с военных заводов.
- Оснащение вновь сформированных частей оружием, боеприпасами, обмундированием и имуществом.
- Испытание нового оружия, боеприпасов и технического имущества с целью выяснения возможности использования их в действующей армии.

Кроме того, на армию резерва возлагалось:
- сохранение, а также усовершенствование и улучшение военных  зданий и оборудования в Германии (казарм, жилых домов, учебных полей, плацов и др.).
- Оказание помощи во время бомбардировок воинским частям на работах по очистке участков местности, пораженной бомбардировками.
- Охрана и оборона крупных военных объектов.

## Численность и соотношение действующей армии и армии резерва
Таблица в тысячах.
|                     | 01.09.1939 г. | 01.09.1939 г. | 10.05.1940 г. | 10.05.1940 г. | 22.06.1941 г. | 22.06.1941 г. | конец 1941 г. | конец 1941 г. | конец 1942 г. | конец 1942 г. | конец 1943 г. | конец 1943 г. | конец 1944 г. | конец 1944 г. |
| Числ.               | %             | Числ.         | %             | Числ.         | %             | Числ.         | %             | Числ.         | %             | Числ.         | %             | Числ.         | %             |               |
| ------------------- | ------------- | ------------- | ------------- | ------------- | ------------- | ------------- | ------------- | ------------- | ------------- | ------------- | ------------- | ------------- | ------------- | ------------- |
| Действующая армия   | 2580          | 70            | 3675          | 56,5          | 4025          | 61,5          | 3950          | 60            | 4480          | 60            | 4340          | 61            | 3717          | 71,5          |
| Армия резерва       | 1120          | 30            | 2850          | 43,5          | 2527          | 38,5          | 2616          | 40            | 2979          | 40            | 2750          | 39            | 1476          | 28,5          |
| Все сухопутные силы | 3700          | 100           | 6525          | 100           | 6552          | 100           | 6566          | 100           | 7459          | 100           | 7090          | 100           | 5193          | 100           |

К началу войны с СССР, когда развертывание армии было закончено, соотношение численности двух её составных частей установилось такое, каким оно было в течение всей войны.  Лишь в 1944 г.  в наиболее тяжелый год для германской армии, с целью безотлагательного пополнения действующей армии, учебная сеть армии резерва была сильно сокращена; все было брошено на советско-германский фронт и против высадившихся во Франции 6 июня 1944 г. англо-американских войск.